# George Williams (rugby à XIII)
Pour les articles homonymes, voir George Williams et Williams.

a Compétitions nationales et continentales officielles uniquement.

b Matchs officiels uniquement.
George Williams, né le 31 octobre 1994 à Wigan (Angleterre), est un joueur de rugby à XIII anglais évoluant au poste de demi d'ouverture, de demi de mêlée ou de talonneur. Formé aux Warriors de Wigan, il fait ses débuts avec l'équipe première dès 2013. Il y a remporté deux Super League (2013 et 2016) et une Challenge Cup (2013). Parallèlement, il est régulièrement sélectionné en équipe d'Angleterre depuis 2015.

## Biographie
Au Tournoi des Quatre Nations 2016, il est sélectionné par l'Angleterre. Lors du second match tournoi remporté 38-12 contre l'Écosse, sa performance est saluée par le titre de meilleur joueur du match.

## Palmarès
- Collectif :
  - Vainqueur du World Club Challenge : 2017 (Wigan Warriors).
  - Vainqueur de la Super League : 2013, 2016 et 2018 (Warriors de Wigan).
  - Vainqueur de la Challenge Cup : 2013 (Warriors de Wigan).
  - Finaliste de la Challenge Cup : 2024 (Warrington).

- Individuel : 
  - Albert Goldthorpe Medal : 2023 (Warrington).

### Détails en sélection
| Matchs internationaux de George Williams                       | Matchs internationaux de George Williams | Matchs internationaux de George Williams | Matchs internationaux de George Williams | Matchs internationaux de George Williams | Matchs internationaux de George Williams | Matchs internationaux de George Williams | Matchs internationaux de George Williams | Matchs internationaux de George Williams | Matchs internationaux de George Williams | Matchs internationaux de George Williams | Matchs internationaux de George Williams |
|                                                                | Date                                     | Adversaire                               | Résultat                                 | Compétition                              | Poste                                    | Points                                   | Essais                                   | Pen.                                     | Drops                                    |                                          |                                          |
| -------------------------------------------------------------- | ---------------------------------------- | ---------------------------------------- | ---------------------------------------- | ---------------------------------------- | ---------------------------------------- | ---------------------------------------- | ---------------------------------------- | ---------------------------------------- | ---------------------------------------- | ---------------------------------------- | ---------------------------------------- |
| 1.                                                             | 24 octobre 2015                          | France                                   | 84-4                                     | Amical                                   | Centre                                   | 4                                        | 1                                        | -                                        | -                                        |                                          |                                          |
| 2.                                                             | 1er novembre 2015                        | Nouvelle-Zélande                         | 26-12                                    | Amical                                   | Demi de mêlée                            | 0                                        | 0                                        | -                                        | -                                        |                                          |                                          |
| 3.                                                             | 7 novembre 2015                          | Nouvelle-Zélande                         | 2-9                                      | Amical                                   | Demi de mêlée                            | 0                                        | 0                                        | -                                        | -                                        |                                          |                                          |
| 4.                                                             | 5 novembre 2016                          | Écosse                                   | 38-12                                    | Quatre Nations                           | Demi d'ouverture                         | 0                                        | 0                                        | -                                        | -                                        |                                          |                                          |
| 5.                                                             | 13 novembre 2016                         | Australie                                | 18-36                                    | Quatre Nations                           | Remplaçant                               | 0                                        | 0                                        | -                                        | -                                        |                                          |                                          |
| 6.                                                             | 4 novembre 2017                          | Liban                                    | 29-10                                    | Coupe du monde                           | Remplaçant                               | 0                                        | 0                                        | -                                        | -                                        |                                          |                                          |
| 7.                                                             | 12 novembre 2017                         | France                                   | 36-6                                     | Coupe du monde                           | Remplaçant                               | 0                                        | 0                                        | -                                        | -                                        |                                          |                                          |
| 8.                                                             | 27 octobre 2018                          | Nouvelle-Zélande                         | 18-16                                    | Test match                               | Demi de mêlée                            | 0                                        | 0                                        | -                                        | -                                        |                                          |                                          |
| 9.                                                             | 4 novembre 2018                          | Nouvelle-Zélande                         | 20-14                                    | Test match                               | Demi de mêlée                            | 0                                        | 0                                        | -                                        | -                                        |                                          |                                          |
| 10.                                                            | 11 novembre 2018                         | Nouvelle-Zélande                         | 0-34                                     | Test match                               | Demi de mêlée                            | 0                                        | 0                                        | -                                        | -                                        |                                          |                                          |
| Matchs internationaux de Gareth Widdop avec la Grande-Bretagne |                                          |                                          |                                          |                                          |                                          |                                          |                                          |                                          |                                          |                                          |                                          |
|                                                                | Date                                     | Adversaire                               | Résultat                                 | Compétition                              | Poste                                    | Points                                   | Essais                                   | Pen.                                     | Drops                                    |                                          |                                          |
| 1.                                                             | 16 novembre 2019                         | Papouas.-Nlle-Guinée                     | 10-28                                    | Amical                                   | Remplaçant                               | 0                                        | 0                                        | 0                                        | 0                                        |                                          |                                          |